# Zincite
La zincite est un minéral, un corps chimique naturel, composé ionique de cations Zn et d'anions O, soit l'oxyde de zinc hexagonal, rouge et orange, de formule chimique ZnO ou parfois (Zn,Mn)O.
Il existe une production synthétique de ce minéral rare. Mais il est aussi présent dans les rares gisements mangano-zincifères métamorphiques, les zones d'oxydation de minerais de zinc ainsi que dans les émanations volcaniques.

## Présentation du collectionneur minéralogiste

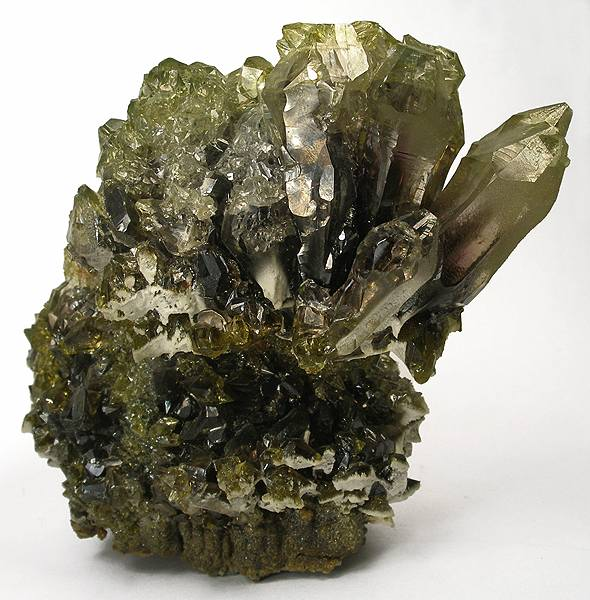
Zincite de synthèse multi-teinte fabriquée en Pologne, horreur du minéralogiste puriste et élément de décoration, cristaux jaune-vert étincelants de plus de 4 centimètres de long formant un échantillon compact de plus de 1 kg.

La zincite la plus fréquemment rencontrée est une pierre de synthèse, autrefois accidentelle issue des fours de production du zinc : il s'agit pas en fait de résidus de fours de fusion métallurgiques qui alimentent le plus communément le marché de collection minérale, mais de production orienté de four de laboratoire. On trouve sur les étals des marchands polonais, des paquets rouge-brun cristallisés vendus au kilogramme, avec une simple étiquette "zincite" sans autre précision.
Cependant ce sont, à l'état naturel, de rares cristaux pyramidés souvent imparfaits importés avec l'étain des Indes depuis le XIIe siècle en Europe. Sur l'étain des Indes, en réalité du zinc en provenance d'Asie sous ce nom générique, il pouvait se former ces cristaux parfois colorés par des impuretés. Il faudra attendre le XVIIIe pour que le zinc soit préparé en Europe par le chimiste allemand Andreas Sigismund Marggraf (1709-1782).
Le cristal en lui-même dit "rouge de zinc" a été reconnu comme espèce minérale en 1845.

## Historique de la description et appellations
Il s'agit de l'oxyde rouge de zinc alias "red oxide of zinc" décrit en 1810 par le minéralogiste américain Archibald Bruce (1777-1818).
Elle est renommée Zincit en 1845 par le minéralogiste Wilhelm Karl von Haidinger. Le nom fait référence à la teneur en zinc du minéral. Mais les minéralogistes américains résistent à l'hégémonie européenne en nomenclature, Francis Alger pour rappeler l'origine de sa découverte l'appelle "sterlingite" en 1844, tandis que Henry James Brooke et William Hallowes Miller la nomme "spartalite" en 1852.
Le géotype comprend les mines Franklin et Sterling, dans le comté de Sussex, état du New-Jersey. Il s'agirait du seul endroit au monde où la zincite ait constitué un minerai de zinc.

## Cristallographie et cristallochimie
Les beaux cristaux atteignant exceptionnellement 2 à 3 centimètres sont extrêmement rares. Les rares cristaux observés sont pyramidés avec différentes terminaisons. Il s'agit d'une marque d'hémimorphisme. Les pyramides hémimorphiques se terminent par une structure pinacoïde (à courbure largement négative) sur {0001}. Très souvent, les cristaux sont creux, arrondis et fortement corrodés, les morceaux dégradés sont clivés et striés.
Habituellement, la zincite présente un faciès massif d'aspect très varié. Elle peut être foliacée, granulaire, compacte, irrégulière, fibreuse, poussiéreuse... Il existe des agrégats granulaires, des masses micro-cristallines rondes et irrégulières, des couches fibreuses... Dans la nature, il existe une grande variété de texture.
Il s'agit d'un oxyde simple selon la classification de Dana ou un oxyde avec cation métallique de petite et moyenne taille dans la classification de Strunz. La zincite est isostructurale de la bromellite, c'est-à-dire qu'elle a les mêmes caractéristiques de symétrie cristalline que l'oxyde de béryllium ou glucine commune.

## Propriétés physiques et chimiques, toxicologie
La zincite ou oxyde de zinc hexagonal préparé au laboratoire ou par les industries chimiques, notamment en Pologne, dévoile des cristaux incolores. Les impuretés d'oxyde de manganèse expliquent sa facile coloration naturelle en orange ou rouge. Des impuretés de fer présentes apportent des teintes plus sombres.
L'oxyde de zinc a été étudié pour ses propriétés thermiques et électriques.
La matière infusible est soluble dans les acides. Elle est moyennement dure, de dureté 4, à cohésion cassante. Elle est parfaitement clivable. Les cassures sont inégales. Les morceaux fins sont translucides, mais aussi parfois presque opaques. L'éclat est très variable selon les échantillons, vitreux, résineux à éclat adamantin ou sub-adamantin... 

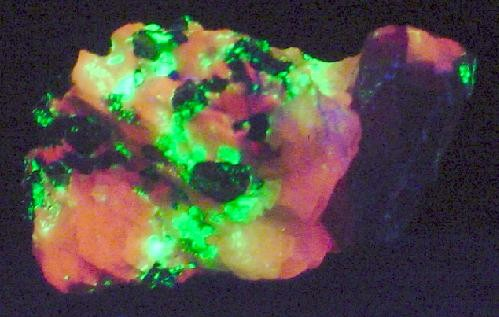
Zincite rouge cerise dispersée dans une matrice de calcite, de willemite et de franklinite, extraite de Sterling Hill. Cet échantillon centimétrique est mis en valeur par la fluorescence de la calcite et de willemite.

Les poussières laissées sur les traces sont jaunes à orangées.
La zincite n'est ni luminescente ni fluorescente, mais elle est parfois insérée ou disséminée dans une matrice qui comporte d'autres minéraux ayant de telles propriétés.

### Analyse, distinction
Sans trace de silice jusqu'à 0,1 %, la composition de la zincite géotype peut comporter 99,5 % de ZnO, 0,3 % de MnO et 0,2 % de FeO.
La plupart des échantillons de zincite rouge clair comporte 0,1 % de MnO. Une même proportion additionnelle d'oxyde de fer donne une teinte plus foncée.
Un minéral hexagonal semblable peut être la wurtzite. La confusion est aussi possible avec la sphalérite ou blende sur le terrain, mais avant l'étape du laboratoire, l'absence de trace ou trait jaune, ainsi que des teintes systématiquement plus sombres, souvent brun sombre, distinguent ces derniers minéraux.

### Toxicologie
Il s'agit d'un corps toxique. Son inhalation dans les fumées chaudes est extrêmement dangereuse.

## Gîtes et gisements
La zincite est présente dans la calcite stratiforme des carrières de marbre de Franklin et Sterling Hill, dans le New Jersey. Il s'agit d'un gisement exceptionnel née d'un métamorphisme de contact au Précambrien, à la fois ferro-mangano-zincifère à base de silicates et d'oxydes, insérés dans les marbres cristallins et métamorphiques de Franklin. Elle est associée ici à la calcite, à la franklinite et à la willémite (silicate de Zn et sa variété troostite), au téphroïde...
Outre les gisements zincifères dont les couches ou masses ont été autrefois soumises au métamorphisme, la zincite est souvent présente, en petite quantité comme minéral accessoire, dans les zones d'oxydation des gisements de zinc. Les cristaux rares ne sont en principe observables que dans les filons secondaires et les fractures.
Un autre milieu d'observation de zincite néo-formée sont les émanations volcaniques.
Minéraux associés : smithsonite, hémimorphite, hausmannite, zinc natif, mais aussi calcite, willémite, franklinite...

### Gisements producteurs de spécimens remarquables

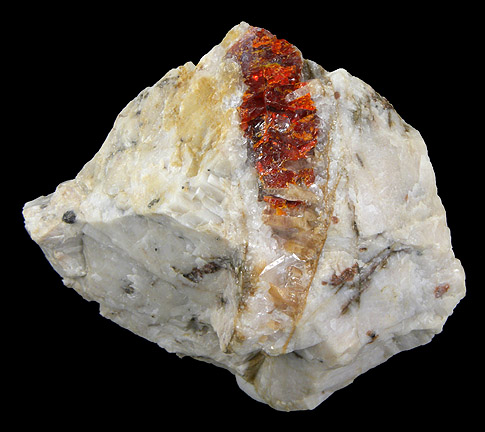
Zincite rouge dans une matrice de calcite, marbre de mine Franklin

- Australie

Tasmanie
- Espagne
- États-Unis

Franklin and Sterling Hill, Ogdensburg, comté Sussex, état du New Jersey
Mine de Tonopah-Belmont, district minier d'Osborne , comté Maricopa, Arizona
dans la cendre volcanique par combustion d'une minerai de zinc, volcan du mont Saint Helens, comté Skamania, État de Washington.
- Italie

mine du Boltino, Toscane
- Namibie

zone minière de Tsumeb
- Pologne
- Zaïre

Mine de Kipushi, à 28 km sud-ouest de Lubumbashi, ancienne province minière du Katanga, actuelle Province Shaba
Les anciens sites miniers ou industriels, ayant fondu du zinc, sont parfois susceptibles de fournir quelques échantillons de zincite artificielle.

## Usages
Il s'agit d'un minéral rare, à intérêt scientifique.
En pratique, ce n'est pas un minerai, hormis l'exceptionnel site du géotype qui a pu être exploité.
Les cristaux de zincite naturels et surtout synthétiques, associés à ceux de la galène, ont joué un rôle historique dans la mise au point des premiers détecteurs de radio à base de cristaux semi-conducteurs, tels que les diodes à pointe, avant la généralisation des tubes à vide.

### Bibliographie

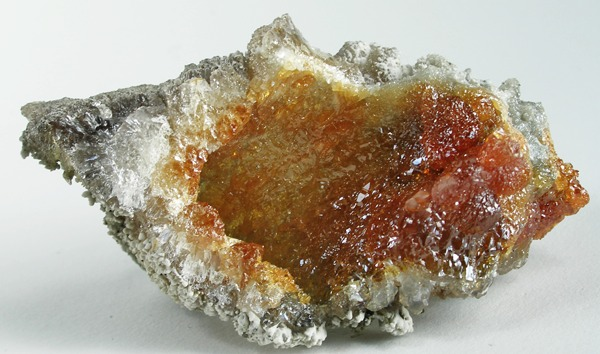
Scorie à base de zincite cristalline à cœur ambré "produit de fusion" accidentel, ancien résidu d'un terril et cassé au marteau, rejet d'un four de l'usine New Jersey Zinc Company, Bas du Township Towamensing à Palmerton, comté Carbon, état de Pennsylvanie.